# الجزائر في الألعاب الأولمبية الصيفية 1972
الجزائر في الألعاب الأولمبية الصيفية 1972 شاركة الجزائر في ألعاب أولمبية صيفية 1972 بميونيخ الألمانية ب 5 ريلضي في 2 رياضات ولم تفز باي ميدالية